# 韩泳江
韩泳江（1968年10月—），男，汉族，中华人民共和国政治人物。现任同方股份有限公司法定代表人、董事长。第十四届全国政协委员。